# 4e régiment de fusiliers gorkhas (armée indienne)
Le 4e régiment de fusiliers gorkhas, souvent appelé le 4th Gorkha Rifles, ou 4 GR en abréviation est un régiment d'infanterie de Gorkhas de l'armée indienne. Il fut créé en 1857 dans le cadre de l'armée indienne britannique. À l'indépendance de l'Inde, en 1947, il est transféré, en application de l'accord tripartite signé entre l'Inde, le Népal et la Grande-Bretagne, avec cinq autres régiments, à l'Inde pour intégrer sa nouvelle armée. Il recrute des soldats du Népal et de l'Inde. Il recrute principalement ses hommes partis les tribus montagnardes Magars et Gurungs du Népal. Le quatrième Gorkha Rifles compte cinq bataillons d'infanterie.
Le régiment a été engagé dans des guerres en Afrique, en Europe et en Asie, y compris la seconde guerre afghane, la rébellion des boxers (Chine), la Première Guerre mondiale et la Seconde Guerre mondiale. Depuis l'indépendance, en 1947, le régiment a été engagé dans les guerres indo-pakistanaises de 1947-1948, 1965, 1971, 1987 et 1999, et la guerre sino-indienne de 1962. Le régiment a également participé à des missions de maintien de la paix des Nations unies.

## Histoire
En 1857, à la suite de la rébellion de 1857, un régiment supplémentaire de gorkhas est levé à Pithoragarh (Uttar Pradesh), dans le cadre de l'ancienne armée indienne et est brièvement connu sous le nom de 19e régiment d'infanterie indigène du Bengale. À la suite de la décision prise en 1861 de numéroter les régiments de Gorkha de manière séquentielle, afin de faciliter le recrutement, le régiment fut désigné comme le 4e régiment de Gorkha. En 1924, le régiment fut honoré par un rattachement à la Couronne en prenant le nom de 4e Prince of Wales 'Own (PWO) Gurkha Rifles et Edward Albert, Prince de Galles, plus tard couronné en tant que roi Édouard VIII, en fut nommé colonel en chef. En 1950, après que l'Inde fut devenue une république, l'appellation PWO fut abandonnée.
En 1866, Bakloh fut acheté pour devenir le cantonnement du 4e régiment de gorkhas en même temps que le cantonnement de Balun, Dalhousie, pour devenir le cantonnement pour les troupes britanniques. Une bande de terre entre les deux cantonnements fut aussi achetée au Raja de Chamba pour une somme de 5 000 roupies. Bakloh, une station de montagne, resta la « maison », et le centre régimentaire et le dépôt de 4e Gurkha, pendant 82 ans, de 1866 à 1948,.

### 1857-1914
Entre 1857 et 1914, le régiment a pris part à de petites guerres, dans le nord-est de l'Inde, dans les collines de Lushai, l'actuel Mizoram, et le long de la frontière nord-ouest de l'Inde, y compris pendant la deuxième guerre afghane. En 1900, le régiment faisait partie du corps expéditionnaire déployé en Chine en réponse à la révolte des Boxers.
En 1903, en Somalie, lors de la troisième campagne au Somaliland, le capitaine William George Walker, officier de régiment, dépendant du Somali Camel Corps, est devenu la première personne du régiment à recevoir la croix de Victoria, pour avoir risqué sa vie pour sauver celle d'un autre officier.

### Première Guerre mondiale

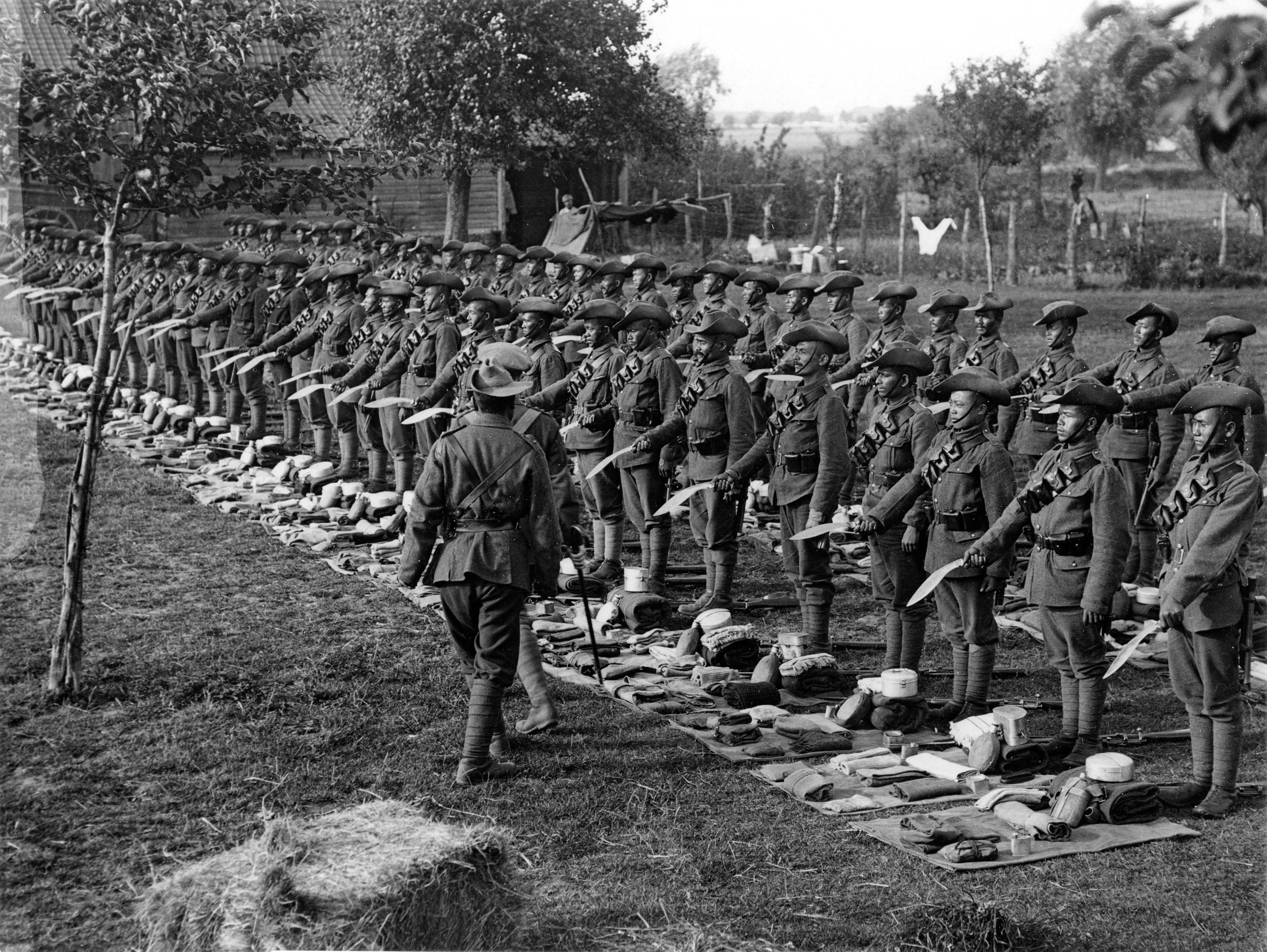
Première Guerre mondiale: 1 / 4e GR en inspection de paquetage et de kukris, 24 juillet 1915, en France.

Peu de temps après le début de la Première Guerre mondiale, le 1er bataillon du 4e Gurkha Rifles (1/4 GR), fut déployé en France, dans le cadre de la 9e brigade (Sirhind), la 3e division (Lahore), Corps indien, pour faire partie de la Force A du Corps expéditionnaire indien chargé de renforcer le Corps expéditionnaire britannique (BEF) en France. L'ordre de bataille de la brigade Sirhind comprenait un bataillon d'infanterie britannique (1er bataillon, Highland Light Infantry), un indien (125th Napier's Rifles) et deux Gurkha (1/1er régiment de fusiliers gorkhas et 1/4th). Le bataillon arriva à Marseille depuis l'Égypte le 30 novembre et fut déployé à la hâte sur le front en décembre 1914,. Dans le cadre de la brigade Sirhind, le 1/4 GR a participé aux batailles de Givenchy, Neuve-Chapelle et Ypres, en France. Le bataillon fut envoyé à Gelibolu où il débarqua le 1er septembre 1915 et en partit le 19 décembre 1915. En avril 1916, la 3e division (Lahore) est déployée en Mésopotamie.
Le 2e bataillon (2/4) fut engagé en Mésopotamie, aujourd'hui l'Irak.
La décision de créer le 3e bataillon (3/4 GR), fut prise pendant la guerre; mais en raison d'une erreur d'écriture, le 4e bataillon, 3e régiment de fusiliers gorkhas (4/3) fut levé à sa place. Le 3/4 GR fut finalement créé lors de la Seconde Guerre mondiale, à Bakloh, le 1er octobre 1940.

#### Journaux de guerre de la Première Guerre mondiale
Les transcriptions des journaux de guerre des unités et formations de l'armée indienne qui ont participé à la Première Guerre mondiale, y compris le 1er bataillon, 4th Gurkha Rifles (1/4 GR), 3e division (Lahore), sont maintenant disponibles en ligne, dans le cadre de l'"Operation War Diary", un projet de crowdsourcing Zooniverse. Les transcriptions des journaux de guerre 1/4 GR, qui fournissent des informations intéressantes sur les activités quotidiennes, les mouvements de l'unité et des sous-unités, et les expériences individuelles des officiers et des soldats sont maintenant disponibles sur le site Web de Zooniverse.

### La Seconde Guerre mondiale
Pendant la Seconde Guerre mondiale, les troisième et quatrième bataillons (3/4 GR et 4/4 GR) furent mis sur pieds à Bakloh, le 15 novembre 1940 et le 15 mars 1941. Les bataillons du régiment furent engagés en Irak et en Syrie, au Moyen-Orient, en Égypte, en Afrique du Nord, à Chypre, en Méditerranée, en Italie, en Europe, dans les zones frontalières de l'Inde au Nagaland, au Manipur, au Mizoram et en Extrême-Orient.

#### Campagne de Birmanie
Pendant la campagne de Birmanie, le premier bataillon (1/4 GR) faisait partie de la 48e brigade d'infanterie, qui à son tour faisait partie de la 17e division d'infanterie indienne. Il participa à la bataille du pont de la Sittang en février 1942 et à la retraite en Inde. Pendant cette période, le bataillon était commandé par le lieutenant-colonel « Joe » Lentaigne. En 1944, le bataillon a subi de lourdes pertes lors de la bataille d'Imphal.
Peu après sa levée en octobre 1940, le troisième bataillon (3/4 GR) est affecté à la 111th Indian Infantry Brigade. Cette brigade faisait partie des Chindits et était commandée par «Joe» Lentaigne, qui avait été promu brigadier. Il participa à la deuxième expédition Chindit, opération jeudi, en 1944. Lorsque le général de division Orde Wingate, commandant en chef des Chindits, fut tué dans un accident d'avion, le brigadier Lentaigne lui succède. Le major John Masters prit le commandement du corps principal de la 111e brigade.
Le quatrième bataillon (4/4 GR) s'est illustré lors de la prise de Mandalay Hill en Birmanie, en 1945.

#### Irak, Syrie et Italie
Le 2/4 GR était le seul bataillon du 4e régiment de fusiliers Gurkhas qui servit au Moyen-Orient et en Europe. Dans le sillage des menaces croissantes contre l'Irak à la suite de la chute de la France, le bataillon embarqua à Karachi en mai 1941. Il débarqua à Chatt-el-Arab, le 5 mai 1941. En Irak, il faisait partie de la 10e division d'infanterie indienne, commandée par le major général Bill Slim, plus tard nommé maréchal maréchal. À l'exception du commandant et de quelques officiers de terrain, tous les officiers étaient des officiers commissionnés d'urgence. Le 24 mai 1941, il participe aux opérations de sécurisation de Bassorah et des régions situées au nord de Bassorah, le long de la rive ouest de l'Euphrate, lors d'un assaut de nuit interarmes. Le 25 mai 1941, le bataillon a été transporté par voie aérienne pour renforcer et sécuriser Habbaniyanh, une base de la RAF, sous la menace de troupes terrestres irakiennes et d'attaques aériennes allemandes de la Luftwaffe, basée à Mossoul et à Bagdad.
En juin 1941, après une campagne réussie en Irak, y compris la sécurisation de Haditha, le bataillon fut déployé en Syrie, contre l'armée française de Vichy, et le long de la frontière syrienne-turque. En Syrie, il participa à une opération de saisie de Deir ez-Zor et à l'occupation de Raqqa.
Après les campagnes couronnées de succès en Irak, en Syrie, le long de la frontière perse, le bataillon quitté l'Irak par la route pour la Palestine, pour participer à la guerre en Afrique du Nord où il renversé par deux bataillons bersaglieri de la division italienne de Trente lors de la prise d'assaut de la forteresse de Marsa Matruh le 29 juin 1942. Il ensuite reconstitué et déployé à Chypre et participa à la campagne d'Italie.

## Noms et unités
- 1857 19e régiment d'infanterie indigène du Bengale
- 1861 4th Gurkha regiment
- 1924 4th Prince of Wales 'Own (PWO) Gurkha Rifles
- 1950 4th Gorkha Rifles

L'orthographe officielle et correcte de «gorkha», depuis février 1949, est Gorkha, et non Gurkha, comme les Britanniques choisissent toujours de l'épeler.

### 1/4 GR
Le premier bataillon du 4th Gorkha Rifles (1/4 GR), JETHI Paltan, fut levé à Pithoragarh, Uttaranchal, en 1857. En 2002, il fut décoré d'une citation du Chef d'État-Major de l'armée pour son action dans les opérations de lutte contre le terrorisme dans le district de Kupwara, au Cachemire. Le Bataillon fut félicité pour la neutralisation de 94 terroristes étrangers à Tangdhar, Panzgam et Lolab. Le bataillon a perdu deux hommes, le capitaine Anirban Bandhyopadhyay et le sous-lieutenant Deb Deb Bahadur Thapa. Ils reçu respectivement à titre posthume les médailles Sena et le Kirti Chakra.

### 2/4 GR
Le deuxième bataillon du 4th Gorkha Rifles (2/4 GR), Maili Paltan, a été levé à Bakloh, en 1886. Au cours de la guerre de 1947-1948 et de l'opération Eraze, sous le commandement du général de division KS Thimayya, commandant la 19e division d'infanterie, le 2/4 GR et le 1er grenadiers, sécurisèrent et chassèrent l'ennemi des régions de Gurais et Kanzalwan, mettant ainsi fin à la menace du Nord pour Srinagar. En 1998–99, le 2/4, commandé par le colonel GS Batabyal fut déployé au Liban, dans le cadre de la FINUL, dans la zone Ibl-al-Saqi le long de la frontière entre Israël et le Liban sur le plateau du Golan. Le 2/4 GR a célébré son 125e anniversaire à Trivandrum, Kerala, du 21 au 24 avril 2011. Le général de division BD Kale, ancien commandant du bataillon, et président de l'association des officiers du 4 GR assista aux festivités. L'unité est actuellement située à Dipatoli Cantt Ranchi.

### 3/4 GR
Le 1er octobre 1940, le troisième bataillon du 4th Gorkha Rifles (3/4 GR), Chindits, Sainli Paltan, fut levé dans les Leslie Lines, à Bakloh. Le noyau du nouveau bataillon était formé par une ossature de 3 officiers et 200 hommes chacun des premier et deuxième bataillons. Le reste du bataillon fut constitué de jeunes recrues. Peu de temps après sa création, le bataillon fut déplacé sur les lignes Tytler après que le premier bataillon soit parti à Ambala. Les lignes Leslie ont été retournées pour élever le Centre régimentaire. Le bataillon a tenu sa cérémonie de création le 15 mars 1941. Peu de temps après, il fut transféré à Chaman, au Baloutchistan, maintenant au Pakistan, pour faire partie de la brigade Khojak. Il occupait des positions défensives entre Chitral et Duzdhap, à la frontière indo-iranienne, pour répondre aux menaces de l'Allemagne nazie ou de l'URSS. En mars 1944, le bataillon fut appelé à fournir le noyau nécessaire à la levée du 4e bataillon. Le 16 juin, le bataillon intégra la 111e brigade indépendante, sous les ordres du brigadier Joe Lentaigne, dans le cadre des Chindits, qui étaient concentrés dans la région de Saugor pour la formation.
Le troisième bataillon a un bilan de guerre enviable. Du 20 au 24 septembre 1987, lors de l'opération Meghdoot Saichen, le 3/4 GR, en relevant le 8 Jammu et Cachemire Light Infantry à Bilafond La, lors de la bataille de Siachen (à une altitude de près de 20 000 pieds (6 096 m)) participa à la défense de Bilafond La contre les attaques répétées de l'armée pakistanaise. Celles-ci prirent fin le 24 septembre matin. Lors de la bataille de Bilafond La, du 20 au 24 septembre, le 3/4 GR a eu 13 tués et 23 blessés. Les défenseurs pour leur courage, leur constance et leur résolution contre toutes les charges reçurent 3 Maha Vir Chakra (MVC), 5 Vir Chakras (Vr C), 2 médailles Sena (SM), 1 lettre de félicitations du chef d'état-major de l'armée de terre et 3 lettres de félicitations du chef de corps. Le MVC, deuxième récompense la plus élevée en Inde pour la bravoure, fut décerné au major Krishna Gopal Chatterjee, à L Havildar Nar Bahadur Ale (à titre posthume) et à Naik Prem Bahadur Gurung (à titre posthume). La Vr C, équivalent à la croix militaire, fut décernée au sous-lieutenant AK Sharma, AOC, commandant en second la compagnie C, à Naib Subedar Bhim Bahadur Thapa, chef de section à la compagnie C, au caporal Naik Hira Bahadur Thapa (à titre posthume), au chef de groupe d'appui Rifleman Sanjeev Gurung (à titre posthume), et au Naik Hom Bahadur Thapa, commandant du détachement appui. Le troisième bataillon reste l'une des unités les plus décorées de l'armée indienne.

### 4/4 GR
Le 4e bataillon du 4th Gorkha Rifles (4/4 GR), le Kainli Paltan, également appelé Phor Phor, fut levé pour la première fois le 15 mars 1941 à Bakloh. Il a, comme le troisième bataillon, été formé par une ossature des 1er et 2e bataillons. Sa composition, lors de sa création, était à moitié Gurung-Magar et à moitié Limbu Rai. Après six mois à Bakloh, il est parti pour Ahmednagar pour faire partie de la 62e brigade. Pendant cette période, le bataillon n'avait pas de véhicules; il manquait même d'armes et était loin d'être prêt pour des tâches opérationnelles. . Au cours de la guerre, il fut engagé en Birmanie et participa à la bataille de Mandalay. Après la Seconde Guerre mondiale, il fut démobilisé dans le canton de Dalhousie (caserne Tikka), avec un dernier défilé d'adieu au Centre régimentaire de Bakloh, le 18 octobre 1946. Au cours de la campagne de neuf mois et demi en Birmanie, 97 hommes (4 officiers Gurkha et 93 autres grades) perdirent la vie et 298 furent blessés (7 officiers britanniques, 5 officiers Gurkha et 286 autres grades). Il fut re-créé en novembre 1962, à Bakloh, Himachal Pradesh, à la suite de l'agression chinoise en 1962. Il a célébré son jubilé d'or à Dera Baba Nanak (DBN), Punjab, du 22 au 25 novembre 2011.

### 5/4 GR
Le 5e bataillon du 4e régiment de fusiliers Gorkha, 5/4 GR, le kannchi Paltan, fut levé le 1er janvier 1963, à la suite de l'invasion chinoise, par le Lt Colonel Ranjit Singh Chandel, anciennement du 1/4 GR, à Ambala Cantonment, Haryana, la ville tentaculaire des cantonnements militaires, au nord de Delhi. En 1988, le 5/4 GR a célébré son jubilé d'argent à Naraina, dans le cantonnement de Delhi. Les 19 et 21 octobre 2012, le bataillon a célébré son jubilé d'or à Gandhinagar, au Gujarat. Le programme du Jubilé d'or comprenait : dépôt de couronnes, garde d'honneur et Sainik Sammelan, Barakhana et dépôt de couronnes. Plus de 200 Bhu Puus (bhut purva ou anciens militaires népalais) assistèrent au jubilé avec leurs femmes, enfants et petits-enfants.

## Coutumes et traditions
Les exercices et les normes du régiment sont similaires aux «gilets verts» britanniques (les unités d'infanterie légère). Il marche à un rythme rapide à 180 pas par minute en parade, au même rythme que les autres régiments de fusiliers de l'armée indienne. Les commandants du 4th Gorkha Rifles, contrairement aux autres régiments de l'armée indienne, mais comme les nombreux anciens régiments de fusiliers de l'armée britannique (et maintenant certains régiments de Fusiliers), portent une lanière noire attachée à un sifflet sur le Jersey. L'intérêt de cet ustensile était de faciliter l'utilisation du sifflet avec la main gauche, tout en laissant la main droite libre pour utiliser l'épée. L'uniforme et les insignes sont spartiates; le régiment s'enorgueillit de sa simplicité et de son mépris pour la pompe et la cérémonie. '4 GR', en métal noir, est porté comme insigne régimentaire sur les bretelles par tous les grades.

### Uniforme
Les premiers uniformes reçus par le régiment, pendant la période chaotique de 1857-1858, étaient des uniformes blancs teints en kaki dans les bazars de proximité. L'uniforme vert avec brassard noir des fusiliers fut ensuite adopté pour être porté avec le chapeau Kilmarnock commun à tous les régiments Gurkha. Cet uniforme, porté avec des boutons et des insignes en métal noir, devait rester l'uniforme du régiment jusqu'à nos jours.La tenuekaki est portée en service actif et la tenue de temps chaud à partir de 1873. John Masters rapporte que la tenue historique verte des fusiliers n'a été conservée que pour les uniformes du mess et comme tenue des cornemuseurs et des préposés au mess après la Première Guerre mondiale.

### Le régiment dans les livres
Une figure éminente rejoint le 4th Gurkha Rifles en tant qu'officier régulier dans les années 1930. Il s'agissait de l'auteur John Masters, qui participa à des opérations sur la frontière nord-ouest de l'Inde, en Irak (où il a servi comme adjudant de bataillon), lors de la deuxième opération Chindit, le prise de Mandalay et il commanda même, à un moment donné le 3e bataillon du régiment. Ses livres autobiographiques Bugles and a Tiger, The Road past Mandalay et Pilgrim's Son dépeignent la vie dans l'armée indienne et le 4th Gurkha Rifles pendant cette période. Masters fut décoré de la croix militaire (MC) et reçu un Ordre de service distingué (DSO) en Birmanie. Après la guerre, il devint un écrivain célèbre.

## Réunions régimentaires
En plus de la célébration du Jubilé et des retrouvailles, le 4th Gorkha Rifles organise une réunion régimentaire tous les quatre ans, généralement à Sabathu, le Centre régimentaire des 1st et 4th Gorkha Rifles.

### Journée régimentaire
La journée régimentaire du 4e régiment de fusiliers gorkhas est le 11 mars. Il commémore l'action du 1er bataillon lors de la bataille de Neuve-Chapelle en France et l'entrée du 2e bataillon à Bagdad (mais pas la même année), pendant la Première Guerre mondiale. À l'occasion du jour du régiment, les officiers et les hommes du régiment échangent des salutations, et rendez-vous au déjeuner ou au dîner. Le déjeuner principal du régiment pour les officiers en service et à la retraite a généralement lieu au mess des officiers ou au mess et auberge d'infanterie du cantonnement de Delhi. Le déjeuner est généralement prévu le premier jour férié de la semaine du jour du régiment (11 mars). En 2015, elle s'est tenue le 15 mars, un dimanche. La journée du régiment s'ajoute aux déjeuners annuels organisés par le 14 Gorkha Training Center, en octobre, pour tous les officiers des 1 GR et 4 GR, et par la brigade Gorkha, pour les officiers de tous les régiments Gorkha, en février, au cantonnement de Delhi. Un rapport sur l'événement est généralement publié dans la Newsletter. En 2011, le principal déjeuner du jour du régiment eu lieu à Noida, la ville en plein essor à l'est de Delhi, de l'autre côté de la rivière Yamuna, dans l'Uttar Pradesh, qui compte une grande concentration d'officiers supérieurs à la retraite du 4 GR. Des déjeuners de jour régimentaires, à plus petite échelle, sont également organisés à Pune, Mhow et dans d'autres villes. En 2012, le déjeuner combiné 1GR et 4GR a eu lieu dans le cantonnement de Delhi. Y ont assisté 85 officiers et leurs familles. Au cours de l'événement, le colonel des deux régiments a présenté un compte rendu des activités des deux régiments.

### Association des officiers du4eGorkha Rifles
La Fourth Gorkha Rifles Officers 'Association est une association d'officiers en service et à la retraite du 4th Gorkha Rifles (4 GR), un régiment d'infanterie de l'armée indienne. Le 4GR a deux associations d'officiers : une en Inde et une au Royaume-Uni. Les deux associations d'officiers ont eu et continuent d'avoir des relations étroites,,.

#### Association des officiers du 4GR, Royaume-Uni
L'association des officiers au Royaume-Uni, connue sous le nom de 4th Prince of Wales' (PWO) Gurkha Rifles Officers' Association, est une association d'anciens officiers britanniques du 4GR, formée le 13 juin 1947, à l'initiative de feu le général de division Arthur Mill, que l'on appelle affectueusement l'oncle Arthur. L'objectif de l'association, décrite par Sir Arthur Mills, dans une lettre adressée au colonel Hamish Mackay, commandant du centre, à Bakloh, était de vivre "jusqu'à la fin du siècle pour garder vivante l'histoire et les traditions du régiment". L'Association des officiers du 4 GR, Royaume-Uni, en mémoire de son association avec le 4GR, entretient les jardins commémoratifs des Gurkhas, près de l'église St Giles, à Stoke Poges, dans le district de Buckinghamshire au sud de Buckinghamshire, en Angleterre. L'association britannique est plus petite que la principale association en Inde et diminue rapidement en raison de l'âge et de l'attrition. Le président de la British 4 GR officiers Association est Dicky Day. L'association britannique a célébré son jubilé d'or le 13 juin 1997, avec une grande réunion, un service religieux, un échange de messages, des discours, un déjeuner assis pour 132 personnes, au club de golf de Stoke Park, et des toasts au régiment, la reine, le président de l'Inde, et le roi du Népal. Le Golden Jubilee était couvert par une équipe de télévision de la BBC, et la musique du 1er bataillon royal Gurkha Rifles était présente. Le contingent indien au Golden jubilee comprenait quatre officiers en service et deux officiers à la retraite, dont le colonel du régiment, le lieutenant-général Baldev Singh, et les commandants des 1/4, 2/4 et 3/4 Gorkha Rifles ainsi que leurs épouses.

#### Association des officiers du 4GR, Inde
L'Association des officiers du 4GR en Inde, dont tous les officiers 4GR actifs et retraités sont membres, est appelée l'Association des officiers du 4e de fusiliers Gorkha. Elle a été formée à l'initiative de feu le général de division GS Gill, ancien colonel du 4GR. Le président des associations indienne et britannique, connu sous le nom de président de la Fourth Gorkha Rifles Association, est généralement un officier supérieur à la retraite du régiment, et souvent un ancien colonel du régiment. Il sert de lien entre les associations britannique et indienne 4GR. L'actuel président de l'association des officiers 4GR est le général de division (retraité) BD Kale, anciennement du 2/4 GR.

#### Relations entre les associations d'officiers indiens et britanniques
Les relations entre les associations des officiers indiens et britanniques des 4GR ont été et restent étroites et actives. Ils échangent des visites, des lettres, des souvenirs et des mémoires. Les officiers indiens en visite au Royaume-Uni visitent souvent Stoke Poges, rencontrent de vieux officiers et assistent au «Jour du Souvenir». Les officiers britanniques, quant à eux, sont souvent invités de la 4th Gorkha Rifles Officers Association, en Inde, et sont invariablement invités à assister aux célébrations de la Réunion et du Jubilé,. En 2011, le Maj Geoffery Loyd, anciennement 1/4 GR, a assisté à la célébration du 125e anniversaire du 2/4 GR, à Trivandrum, Kéréla, en avril 2011, et à la Réunion, les 27-29 novembre 2011, à Sabathu, HP, avec dix «membres» britanniques dépendants. Au cours de la réunion, le major Lloyd a déposé une gerbe de fleurs au monument aux morts, a prononcé un discours et a donné 357 livres sterlings au 4GR welfare fund, au nom du contingent britannique, et avant de partir, a déclaré au président de la 4 GR Association qu'en raison de son âge ce serait sa dernière visite en Inde,.

#### Bulletins de l'Association des officiers du4eGorkha Rifles
L'Association des officiers du 4th Gorkha Rifles publie un bulletin annuel (NL). La NL est imprimée depuis 1977. Le premier NL a été sorti par le lieutenant-colonel Vijay Madan, VSM, lors de la réunion du régiment en février 1977, la deuxième réunion tenue après la réunion de 1957. En 1997, il a été décidé que la NL, à partir de la NL 22, aurait également une section népalaise. Chaque bataillon devait soumettre au moins deux articles en népalais pour la NL. La NL fonctionne avec un budget très restreint. Le coût de la NL 21, en 1997, fut de 14 539 roupies. Elle fut publiée avec l'aide du 14 Gorkha Rifles Training Center, Sabathu.

##### Rédacteur en chef
Le rédacteur en chef de la NL est choisi par consensus parmi les officiers bénévoles retraités du régiment et est nommé par le président de la 4GR Association. Les anciens rédacteurs de la newsletter furent le lieutenant-colonel Vijay Madan (1977-1980), le brigadier Hem Tiwari (1981-1984), le brigadier NK Gurung (1985-1986), le brigadier HS Sodhi, anciennement du 4/4 GR (1987-1993), et le brigadier (à la retraite) Prem K Gupta, anciennement 5/4 GR. Le rédacteur en chef actuel est le Brigadier RPS Negi, retraité, anciennement 2/4 GR. Le rédacteur en chef de la NL est secondé par une équipe éditoriale, qui comprend un officier en service du régiment généralement affecté au 14th Gorkha Training Center, Sabathu.

##### Contenu
La newsletter, qui a commencé en tant que revue de langue anglaise depuis 1999, comprend deux sections: une section en anglais, d'environ 150 à 180 pages et une section en hindi et en népalais, d'environ 30 à 40 pages,. Il a une disposition et une liste de contenu standard. Il comprend un «message du président», «la page du colonel», la page de l'éditeur, «la note du secrétaire», les nouvelles des anciens combattants, les nouvelles des bataillons du 4GR (1/4 GR, 2/4 GR, 3/4 GR, 4/4 GR, 5/4 GR et 15 RR) du Gorkha Sabhas à Bakloh et Dharamsala, des souvenirs d'officiers retraités et en service, des nécrologies et des articles d'officiers britanniques retraités du 4GR.

## Garnison
Le Centre régimentaire fut créé le 15 novembre 1940 à Balkoh. Le premier commandant était le colonel TDC Owens, MC, qui a commandé le centre pendant cinq ans pendant la Seconde Guerre mondiale.

### Transition 1947-48
En 1947, juste avant l'indépendance, tous les régiments de Gorkhas qui passèrent sous commandement indien, y compris le 4th Gorkha Rifles (GR), reçurent comme ordre d'être transférés `` intacts », y compris les biens du mess et les fonds régimentaires. Les officiers britanniques de nombreux régiments de Gorkhas, dont ceux du 5GR (FF) et 9GR, ne se conformèrent pas à ces instructions et transférèrent des fonds et des biens en Angleterre avant le 15 août 1947. Les officiers du 4GR transférèrent également une partie des fonds du régiment avant l'indépendance. Ces fonds régimentaires furent utilisés pour financer un monument aux morts, pour la publication du 3e volume de l'histoire du régiment, et 8 000 roupies furent utilisées pour transférer et installer la plaque régimentaire dans l'église St Oswald à Bakloh en Angleterre.
Le dernier commandant britannique du Centre était le colonel RAN Davidson, anciennement 2/4 GR, un célibataire qui avait passé une grande partie de la Seconde Guerre mondiale en tant que prisonnier de guerre japonais. Il a repris le Centre pendant trois mois le 1er janvier 1948. Il remit le Centre le 18 janvier 1948 au lieutenant-colonel Rajbir Chopra, anciennement du Régiment Rajput, qui devint le premier commandant indien du 4GR RC (Regimental Center). Le colonel Ran Davidson continua son rôle de conseiller jusqu'au 27 mars 1948. Le colonel RAN Davidson, dans son court mandat, a réussi à gagner l'affection et le respect des jeunes officiers. Le Major Subedar du 4GR RC en 1948 était le sergent-major Sher Jung, l'ancien sergent-major Agam Gurung ayant été promu officier. Le régiment avait été autorisé à promouvoir treize officiers Gorkhas comme officiers commissionnés.
En 1948, sur un total de 50 officiers affectés aux régiments de Gorkha de l'Académie militaire indienne (IMA), Dehradun, pour compenser le départ des officiers britanniques, neuf jeunes officiers furent affectés au 4GR RC de Bakloh. Sur ces neuf jeunes officiers, six sont restés au régiment, le reste ayant été affecté à d'autres régiments après un court séjour à Bakloh. Les jeunes officiers arrivèrent à Bakloh le 4 janvier 1948, le jour où le colonel RAN Davidson prit son commandement.

### Déménagement de Bakloh
À la suite de la partition de l'Inde, en 1947, le 4th Gorkha Rifles (GR) Regimental Center and Depot, fut déplacé de Bakloh à Dharamsala, Regimental Center du 1er régiment de fusiliers gorkhas, puis à Chakrata et Clement Town, à Dehradun, et enfin à Sabathu, Shimla Hills, en avril 1960. À Sabathu, le 4e centre de tir gorkha fut fusionné avec le 1er centre de tir gorkha pour former le premier et le quatrième centre de formation gorkha (14 CTG),.

### Livres
- Sodhi, HS, Brig (Retd). Gupta, Prem K, Brig (Retd). History of the 4th Gorkha Rifles (Vol IV), 1947–1971 (Delhi, 1985). Les auteurs de History of the 4th Gorkha Rifles, (Vol IV) sont des officiers supérieurs à la retraite du régiment. C'est une source fiable et très vérifiée sur l'histoire contemporaine du régiment et de ses cinq bataillons.
- Macdonell, Ronald & Marcus Macauley, compilateurs. Histoire des 4e fusils Gurkha du prince de Galles, 1857–1937, 1 et 2 vol. Illustrations du lieutenant-colonel CG Borrowman. 1857–1948 Édimbourg et Londres: William. Blackwood, 1940. [250 exemplaires publiés].
- Mackay, Col, JN, compilateurs. Histoire des fusils Gurkha du 4e prince de Galles, 1938–1948, vol III. Édité et illustré par le lieutenant-colonel CG Borrowman. Londres: William Blackwood, 1952. [350 exemplaires publiés]. Ce sont des histoires sentimentales du régiment Raj. Malgré l'historicité motivée de l'histoire en trois volumes des 4e fusils Gurkha du prince de Galles, ceux-ci restent une excellente source sur l'histoire de Bakloh, les bataillons du régiment, et sur la vie régimentaire dans les 4 fusils Gorkha, de 1857 à 1948 .
- Parker, John. (2005). Les Gurkhas: l'histoire intérieure des soldats les plus redoutés du monde . Publication de titres.  (ISBN 978-0-7553-1415-7) .

### Journaux et newsletters
- Negi, Brig (Retd), RPS. éd. Fourth Gorkha Rifles Officer's Association, Newsletter, Inde. Numéro 1-35, (en anglais, hindi et népalais).